# Gemolong (plaats)
Gemolong is een bestuurslaag in het regentschap Sragen van de provincie Midden-Java, Indonesië. Gemolong telt 9363 inwoners (volkstelling 2010).